# 博尔娅娜·克里什托
博里亚娜·克里什托（婚前姓克尔热利 (Krželj)；1961年8月13日—），波黑克罗地亚族政治人物，波黑克族民主共同体党员，现任波黑部长会议主席（总理），此外曾于2007年-2011年担任波士尼亞與赫塞哥維納聯邦总统，也是首位担任这两个职位的女性。